# 신디 캐롤

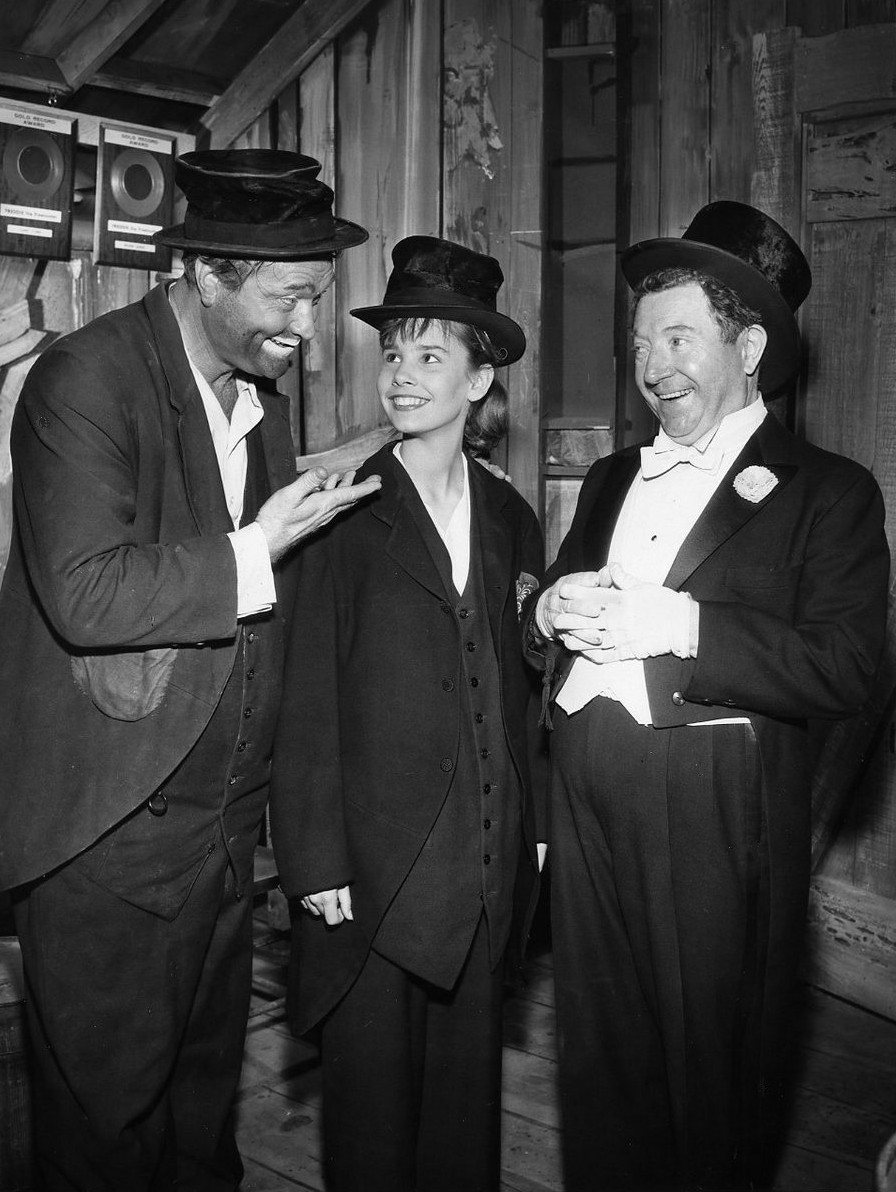

신디 캐롤(Cindy Carol, 1944년 10월 11일 ~ )은 미국의 배우, 연극 배우, 텔레비전 배우, 영화배우이다.
로스앤젤레스에서 태어났다.

## 영화
- 내 사랑 비비 (1965년)
- 기젯 로마 가다 (1963년)
- 파이브 펜스 (1959년)
- 굿모닝 미스 도브 (1955년)